# Ideonella sakaiensis
Ideonella sakaiensis — грам-негативна бактерія групи протеобактерії. Здатна ферментативно гідролізувати пластмасу ПЕТ. 
Ideonellalla sakaiensis може використовувати ПЕТ, як основне джерело енергії та вуглецю. При вирощуванні на ПЕТ цей штам продукує два ферменти (ПЕТазе, MHETase), здатні гідролізувати ПЕТ в два етапи на проміжні продукти реакції. На першому етапі в моно (2-гідроксиетил) терефталевої кислоти (MHET) за допомогою ферменту ПЕТазе. Другий етап ферментативного перетворення ПЕТ у два екологічно безпечні мономери — терефталеву кислоту (TPA) та етиленгліколь за допомогою ферменту MHETase